# William Malone
William Malone (nascut el 1947) és un cineasta de terror estatunidenc que va dirigir diverses pel·lícules com el remake de 1999 House on Haunted Hill (La mansió de les tenebres), Scared to Death, Creature i FeardotCom.
Després d'una breu carrera en maquillatge i vestuari, va assistir a l'escola de cinema de la UCLA i després va passar com a director.

## Història
Malone va néixer el 1947 a Lansing, Michigan on, durant l'escola secundària, va tocar en una banda de rock de garatge inspirada en The Beatles anomenada The Plagues. La banda va llançar diversos senzills de 45 rpm amb el seu propi segell Quarantined Records i Fenton Records, un segell discogràfic independent (afiliat a l'ara desaparegut Great Lakes Studios, a Sparta, MI).
Malone es va traslladar a Califòrnia als 19 anys per seguir una carrera musical. Tanmateix, després de l'encoratjament d'un amic, Malone es va trobar involucrat en el cinema i treballant a Don Post Studios, fent treballs de maquillatge i vestuari.
Després d'assistir a l'escola de cinema de la UCLA, Malone va dirigir la seva primera pel·lícula, Scared to Death. Després d'això va dirigir televisió (és a dir, Tales from the Crypt) i diverses pel·lícules.
Malone també és un conegut col·leccionista de souvenirs de Forbidden Planet.

## Filmografia selecta
- Scared to Death (1980)
- Creature (1985)
- Freddy's Nightmares – "Lucky Stiff" (1988)
- Tales From The Crypt – "Only Skin Deep" (1994)
- W.E.I.R.D. World (telefilm de 1995)
- House on Haunted Hill (La mansió de les tenebres) (1999)
- FeardotCom (2002)
- Masters of Horror – "Fair-Haired Child" (2006)
- Parasomnia (2008)